# Noboribetsu
Noboribetsu (登別市, Noboribetsu-shi) est une ville située dans la sous-préfecture d'Iburi, à Hokkaidō au Japon.

## Toponymie
Le toponyme « Noboribetsu » vient de l'aïnu « nupurpet », qui signifie « rivière sale ».

## Géographie

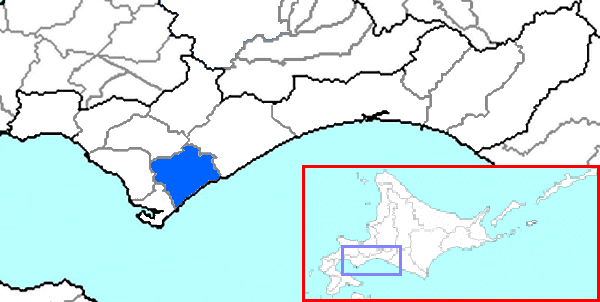
Situation de Noboribetsu dans la sous-préfecture d'Iburi.

### Situation
Noboribetsu est située dans le sud-ouest d'Hokkaidō, au bord de l'océan Pacifique.

### Municipalités limitrophes
| Sōbetsu | Sōbetsu         | Shiraoi         |
| Date    | Noboribetsu     | Shiraoi         |
| Muroran | océan Pacifique | océan Pacifique |

### Démographie
En avril 2022, Noboribetsu comptait 45 665 habitants, répartis sur une superficie de 212,21 km2.

## Histoire
Le village de Horobetsu a été fondé en 1919. Il est élevé au statut de bourg en 1951. En 1961, le bourg prend le nom de Noboribetsu et obtient le statut de ville en 1970.

## Transports
La ville est desservie par la ligne principale Muroran de la JR Hokkaido. Les gares de Noboribetsu et Horobetsu sont les plus importantes de la ville.

## Jumelage
Noboribetsu est jumelée avec :
- Faaborg-Midtfyn (Danemark),
- Saipan (États-Unis),
- Guangzhou (Chine).

## Symboles municipaux
L'arbre symbole de Noboribetsu est le platane, sa fleur symbole le chrysanthème.

## Dans la culture populaire
La ville de Bonaugure, dans les jeux Pokémon Diamant et Perle, s'inspire de Noboribetsu.